# WWE Niagara Falls
WWE Niagara Falls é um pequeno conjunto de estabelecimentos e atrações diversas que faz parte do Falls Avenue Entertainment Complex, localizado em Niagara Falls, Ontário cujo propretário é WWE. Este é o primeiro conjunto de atrações da WWE. Niagara Falls também tem um Elevador ("drop tower" - nome em inglês, ou "torre de queda livre" - expressão em português) de 67m (220 pés) de altura.

## História
"WWE Niagara Falls" foi inaugurado em Agosto de 2002, sendo parte do Clifton Hill em Niagara Falls, Ontário. Parte do "WWE Niagara Falls" pertence ao Canadian Niagara Hotels e a outra parte pertence ao WWE. Os fãs começaram a chegar à grande inauguração do lugar um dia antes da abertura. Vários wrestlers chegaram para a abertura deste e deram autógrafos para os fãs, incluindo Trish Stratus, Chris Benoit, e Val Venis.
O edifício do "WWE Niagara Falls" tem um loja com recordações e exposições da WWE. Esta loja vende muitas coisas, incluindo camisetas, fotos dos wrestlers em ação, livros, DVDs, autógrafos, etc. O estabelecimento também tem jogos de video-games e campeonatos de lutas para os visitantes.